# Musée départemental de la montagne
Le musée départemental de la montagne est un musée situé à Château-Lambert, en Haute-Saône.

## Présentation
Dans la vague des musées de plein air et des écomusées créés dans les années 1970, le musée départemental de la montagne présente un ensemble d'habitations recréées dans un parc au cœur des Vosges saônoises, à Château-Lambert.

## Histoire
- 16 septembre 1978 : inauguration du musée.
- 1980 : ouverture de la scierie[1].
- 2008 : ouverture de la section consacrée à la mine.

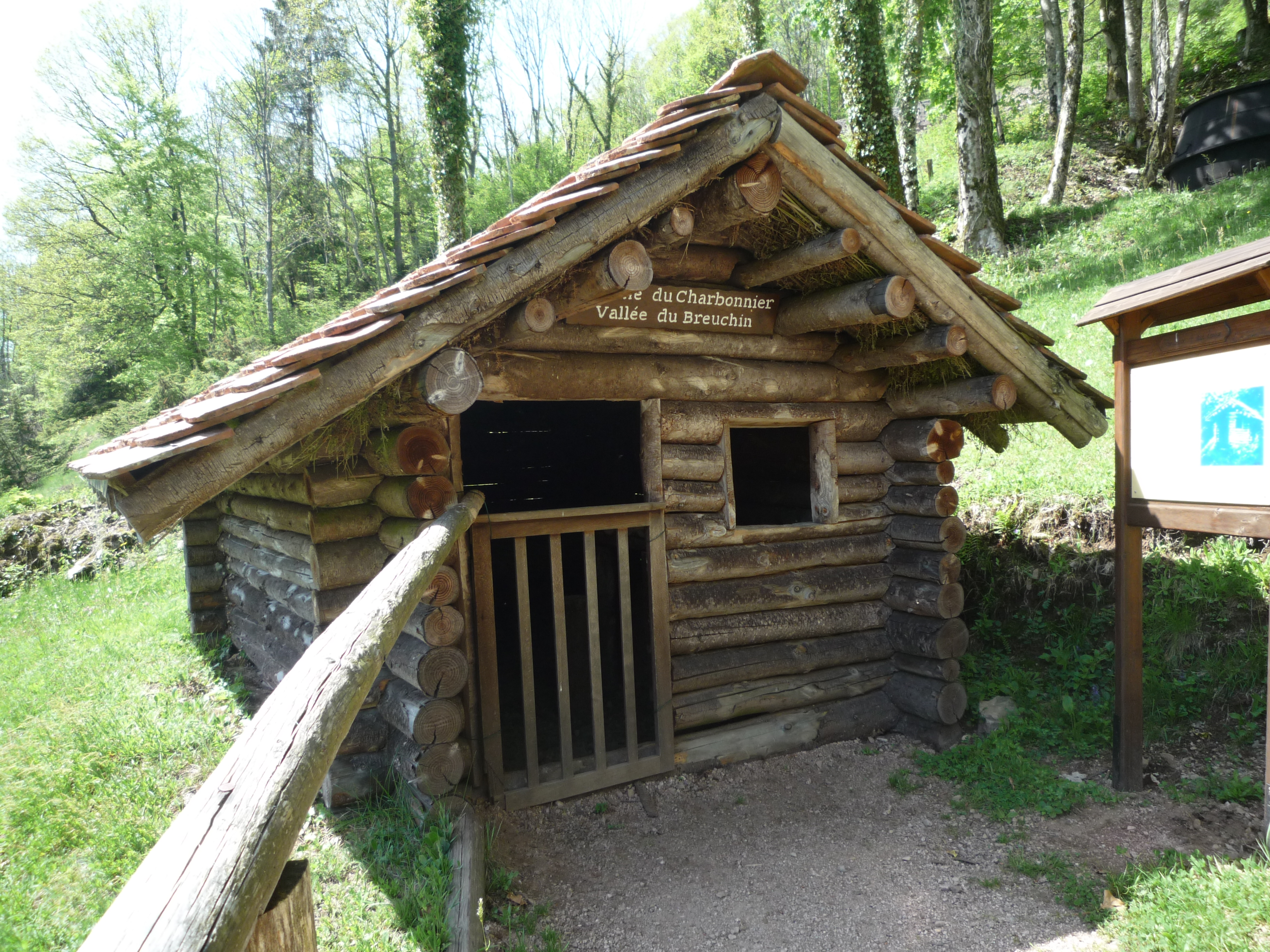
Cabane de charbonnier.
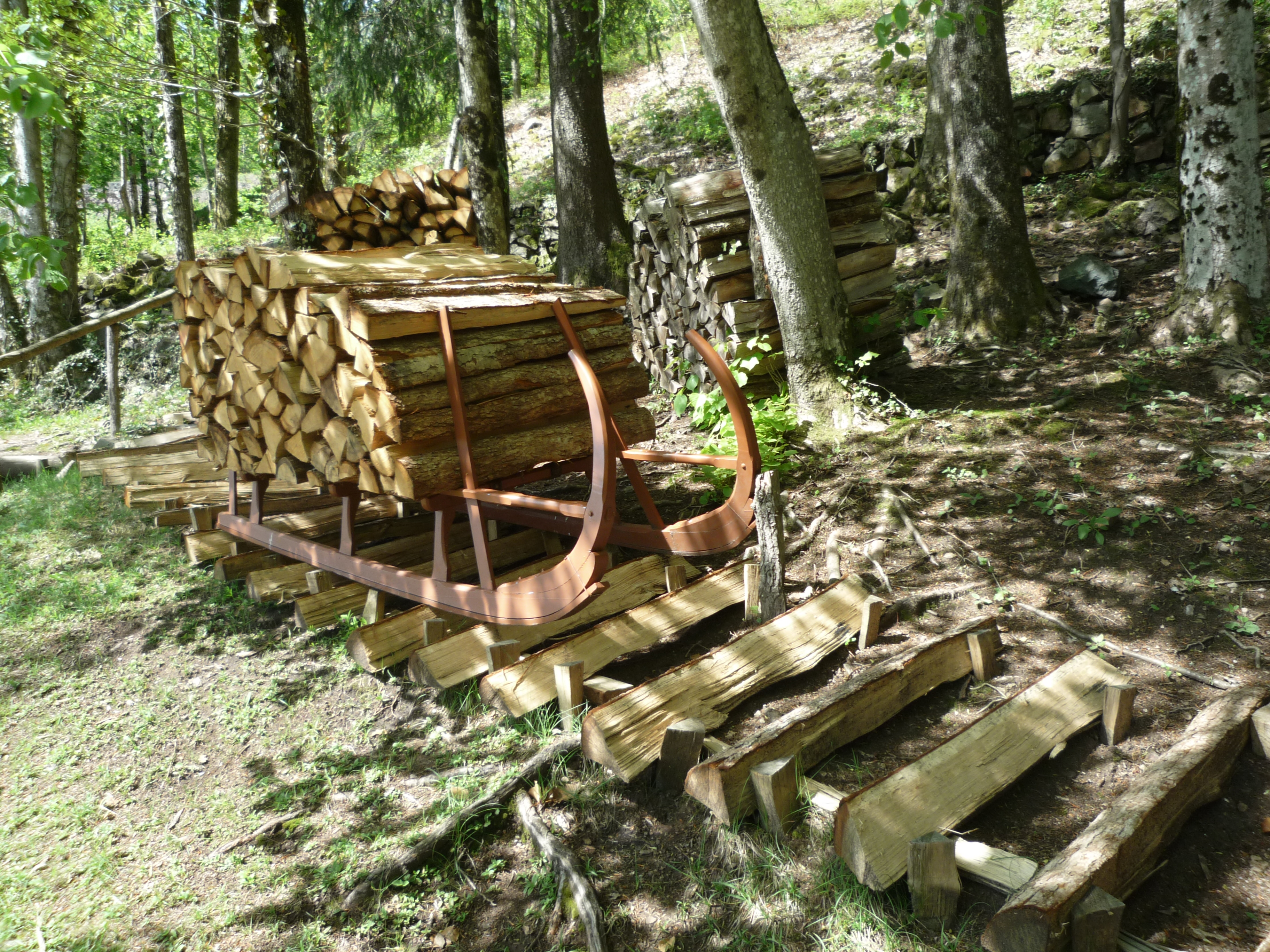
Schlitte de bûcheron.
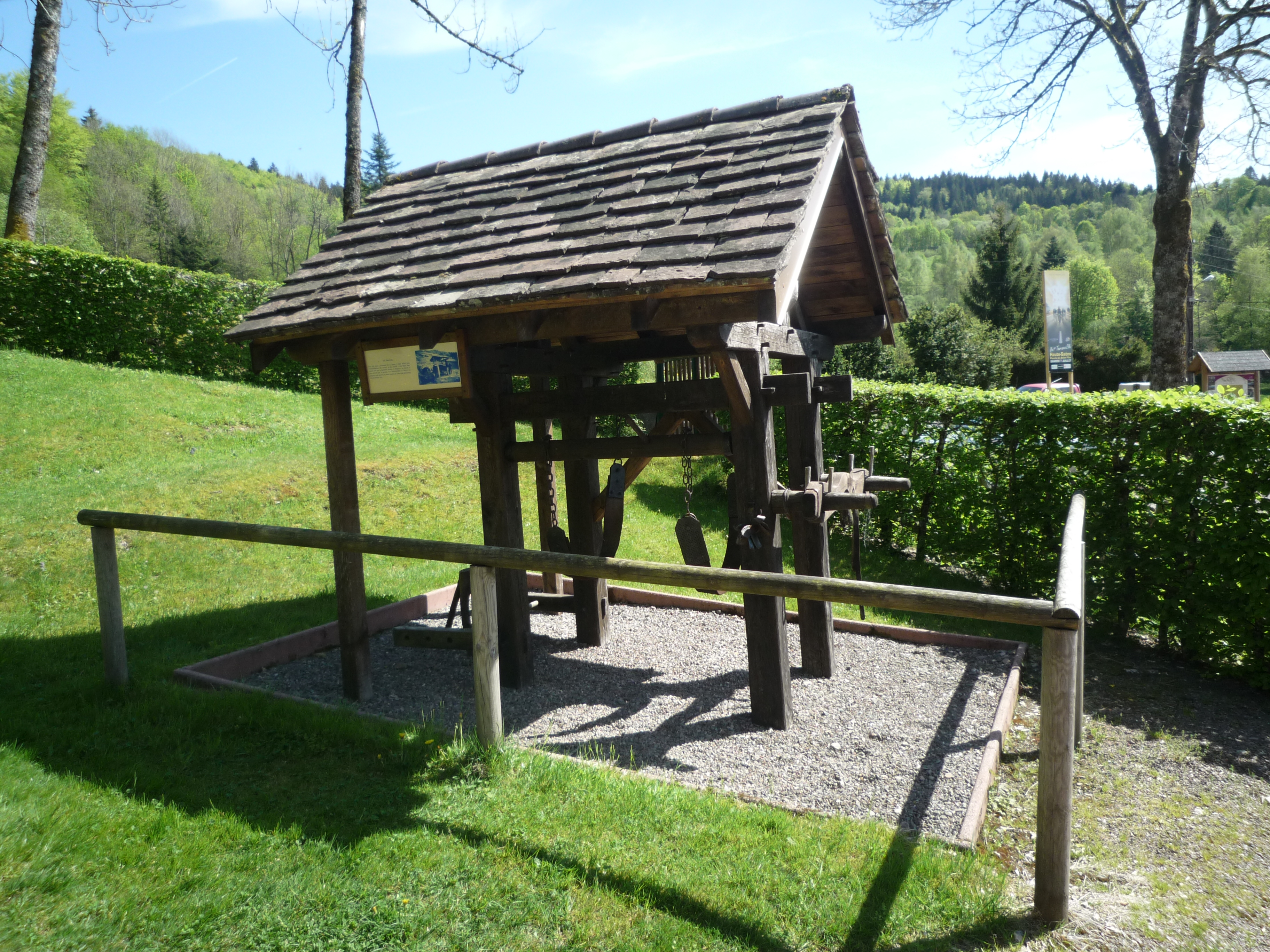
Travail pour le ferrage des animaux difficiles.
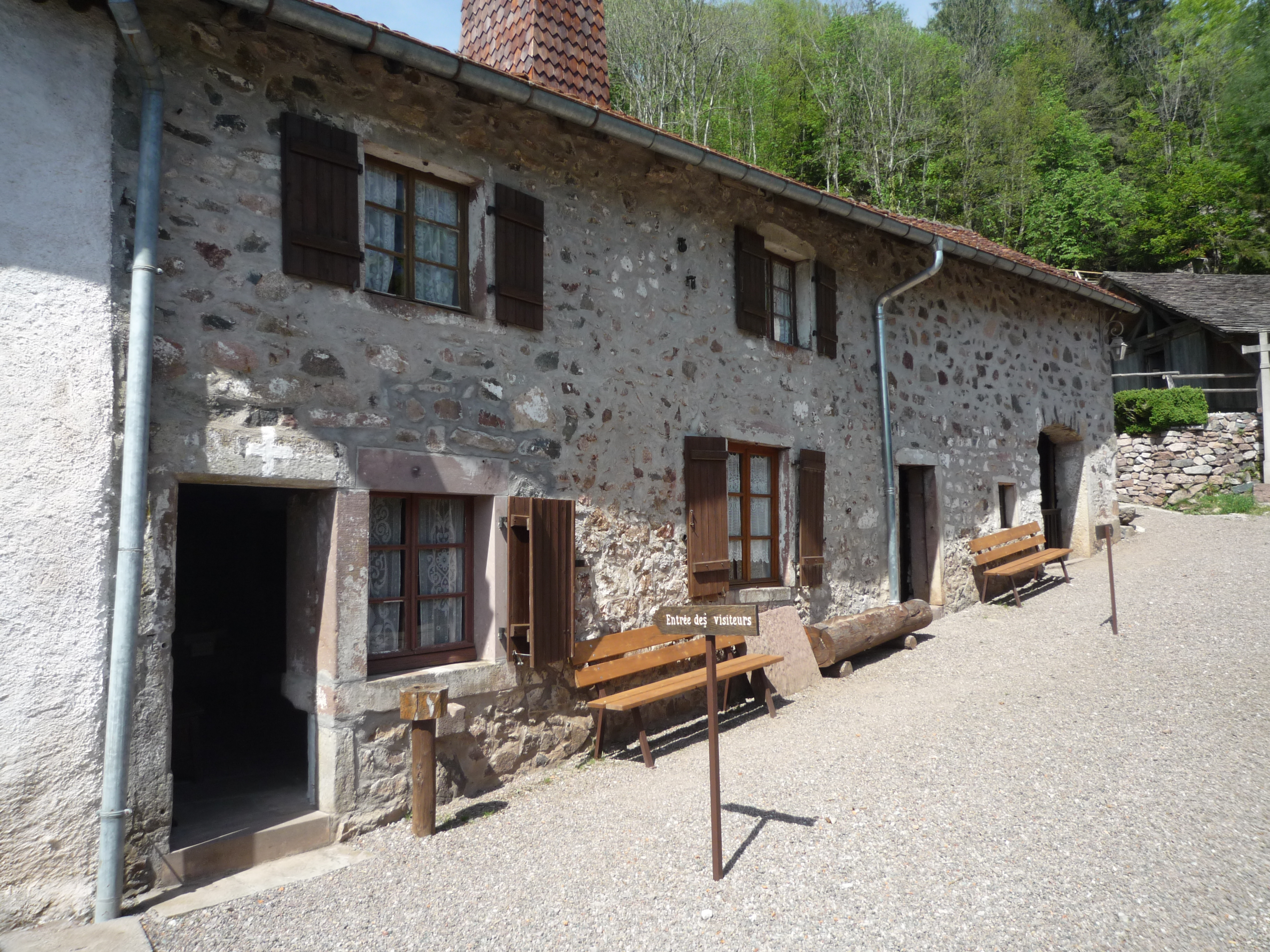
Ferme vosgienne.